# Callionymus hildae
 Callionymus hildae és una espècie de peix de la família dels cal·lionímids i de l'ordre dels cipriniformes que es troba a les Filipines.